# Lijst van voetbalinterlands Bosnië en Herzegovina - Kroatië
Deze lijst van voetbalinterlands is een overzicht van alle officiële voetbalwedstrijden tussen de nationale teams van Bosnië en Herzegovina en Kroatië. De landen hebben tot op heden vier keer tegen elkaar gespeeld. De eerste ontmoeting, een kwalificatiewedstrijd voor het Wereldkampioenschap voetbal 1998, werd gespeeld in Bologna (Italië) op 8 oktober 1996. De laatste confrontatie, een vriendschappelijke wedstrijd, was op 22 augustus 2007 in Sarajevo.

## Wedstrijden
| № | Plaats   | Datum            | Competitie           | Wedstrijd                       | Uitslag |
| - | -------- | ---------------- | -------------------- | ------------------------------- | ------- |
| 1 | Bologna  | 8 oktober 1996   | WK 1998 kwalificatie | Bosnië en Herzegovina – Kroatië | 1 – 4   |
| 2 | Zagreb   | 7 september 1997 | WK 1998 kwalificatie | Kroatië – Bosnië en Herzegovina | 3 – 2   |
| 3 | Zagreb   | 17 april 2002    | Vriendschappelijk    | Kroatië – Bosnië en Herzegovina | 2 – 0   |
| 4 | Sarajevo | 22 augustus 2007 | Vriendschappelijk    | Bosnië en Herzegovina – Kroatië | 3 – 5   |

## Samenvatting
| Competitie        | Totaal gespeeld | Winst Bosnië en Her. | Gelijk | Winst Kroatië | Doelsaldo Bosnië en Her. – Kroatië |
| ----------------- | --------------- | -------------------- | ------ | ------------- | ---------------------------------- |
| WK-kwalificatie   | 2               | 0                    | 0      | 2             | 3 − 7                              |
| Vriendschappelijk | 2               | 0                    | 0      | 2             | 3 − 7                              |
| Totaal            | 4               | 0                    | 0      | 4             | 6 − 14                             |

Wedstrijden bepaald door strafschoppen worden, in lijn met de FIFA, als een gelijkspel gerekend.

## Details

### Eerste ontmoeting
| WK 1998 kwalificatie (Bologna, Italië, 8 oktober 1996): |       |                                                                    |
| Bosnië en Herzegovina                                   | 1 – 4 | Kroatië                                                            |
| Hasan Salihamidžić 25'                                  | goals | 13' Slaven Bilić 32' Goran Vlaović 64' Alen Bokšić 85' Alen Bokšić |

### Tweede ontmoeting
| WK 1998 kwalificatie (Zagreb, Kroatië, 7 september 1997): |       |                                                |
| Kroatië                                                   | 3 – 2 | Bosnië en Herzegovina                          |
| Slaven Bilić 27' Silvio Marić 40' Zvonimir Boban 80'      | goals | 18' (e.d.) Robert Jarni 55' Hasan Salihamidžić |

### Derde ontmoeting
| Vriendschappelijk (Zagreb, Kroatië, 17 april 2002): |              | |
| Kroatië | 2 – 0        | Bosnië en Herzegovina |
| Ivica Olić 2' Davor Šuker 52' (pen.) | goals        | |
| Mirko Jozić | bondscoach   | Blaž Slišković |
| Stipe Pletikosa 61' Boris Živković 79' Robert Kovač Josip Šimunić Robert Jarni 46' Zvonimir Soldo Stjepan Tomas Robert Prosinečki 46' Davor Šuker 74' Goran Vlaović 61' Ivica Olić 46' | opstellingen | Almir Tolja 71' Samir Duro Mirsad Hibić Muhamed Konjić Saša Papac 66' Hasan Salihamidžić 76' Sergej Barbarez 83' Bruno Akrapović 59' Nermin Šabić Vedin Musić 76' Elvir Bolić |
| Ante Šerić 46' Davor Vugrinec 46' Niko Kovač 46' Tomislav Butina 61' Milan Rapaić 61' Ivan Bošnjak 74' Goran Sablić 79'                                                                | wissels      | 59' Bulend Biščević 66' Marko Topić 71' Almedin Hota 76' Miro Katić 76' Samir Muratović 83' Elvedin Beganović                                                                 |
| - Debuut van Boris Živković (Bayer 04 Leverkusen) voor Kroatië. - Debuut van Miro Katić (NK Široki Brijeg) voor Bosnië en Herzegovina.                                                 |              | |

### Vierde ontmoeting
| Vriendschappelijk (Sarajevo, Bosnië en Herzegovina, 22 augustus 2007): |       |                                                                             |
| Bosnië en Herzegovina                                                  | 3 – 5 | Kroatië                                                                     |
| Zlatan Muslimović 40' Zlatan Muslimović 70' Zlatan Muslimović 77'      | goals | 18' Eduardo 35' Darijo Srna 72' Robert Kovač 74' Darijo Srna 81' Niko Kovač |